# Oscar Brefeld
Julius Oscar Brefeld, född 19 augusti 1839 i Telgte vid Münster, död 12 januari 1925 i Berlin, var en tysk botaniker.
Brefeld blev 1875 docent i Würzburg, 1878 professor vid skogsakademien i Eberswalde, 1884 vid akademien i Münster och 1898 vid akademien i Breslau, en befattning från vilken han avgick 1905. 
Brefeld kan jämte Heinrich Anton de Bary betecknas som en av banbrytarna för den i såväl teoretiskt som praktiskt avseende viktiga mykologin. Genom att odla svampar i artificiella näringsvätskor kunde han följa deras utvecklingshistoria och därigenom under sina i ett par årtionden fortsatta arbeten vinna en hel serie nya uppslag och synpunkter angående denna växtgrupps systematik, morfologi och biologi. Av hans arbeten är de viktigaste nedlagda i Botanische Untersuchungen über Schimmelpilze (sju band, 1872–95). 
Brefeld samlade kring sig en hel skola av framstående yngre forskare, vilka på vitt skilda platser fortsatte att arbeta på den av honom inslagna vägen. År 1891 blev han ledamot av Vetenskaps- och vitterhetssamhället i Göteborg och 1897 av svenska Lantbruksakademien.
Auktorsnamnet Bref. kan användas för Oscar Brefeld i samband med ett vetenskapligt namn inom botaniken; se Wikipediaartiklar som länkar till auktorsnamnet.